# 6e législature de la province du Canada

La 6e législature de la province du Canada siégea de 1858 jusqu'en juin 1861. Les sessions furent tenues à Toronto au Canada-Ouest en 1858, puis à Québec au Canada-Est à partir de 1859. La dissolution fut annoncée le 10 juin 1861.
Le 31 décembre 1857, entre l'élection et le début de la session, la reine Victoria choisit Ottawa comme future capitale permanente du Canada, annonçant ainsi la fin de l'alternance du siège du Parlement entre Kingston, Montréal, Québec et Toronto.

## Élections
Les élections se déroulent du 28 novembre 1857 au 13 janvier 1858.

## Sessions
- Première: du 25 février au 16 août 1858[1].
- Deuxième: du 29 janvier au 4 mai 1859.
- Troisième: du 28 février au 19 mai 1860.
- Quatrième: du 16 mars au 18 mai 1861

## Représentants de la couronne
- Edmund Walker Head, gouv. (25 février 1858 — 10 juin 1861)

## Président de l'Assemblée
- Henry Smith (25 février 1858 — 10 juin 1861)

## Présidents du Conseil
- Narcisse-Fortunat Belleau (25 février 1858 — 2 août 1858)
- James Morris (2 août 1858 — 7 août 1858)
- Narcisse-Fortunat Belleau (7 août 1858 — 10 juin 1861)

## Premiers ministres
- John A. Macdonald et George-Étienne Cartier du début de la législature au 1er août 1858[1].
- George Brown et Antoine-Aimé Dorion du 2 au 5 août 1858.
- John A. Macdonald et George-Étienne Cartier du 6 août 1858 à la dissolution.

## Députés

### Canada-Est
| Comté               | Député                             | Parti                |
| ------------------- | ---------------------------------- | -------------------- |
| Argenteuil          | Sydney Robert Bellingham           | Réformiste           |
|                     | John Joseph Caldwell Abbott (1860) | Libéral              |
| Bagot               | Maurice Laframboise                | Rouge                |
| Beauce              | Dunbar Ross                        | Rouge                |
| Beauharnois         | Gédéon Ouimet                      | Bleu                 |
| Bellechasse         | Octave-Cyrille Fortier             | Bleu                 |
| Berthier            | Eugène-Urgel Piché                 | Rouge                |
| Brome               | James Moir Ferres                  | Conservateur         |
| Chambly             | Louis Lacoste                      | Bleu                 |
| Champlain           | Joseph-Édouard Turcotte            | Bleu                 |
| Charlevoix          | Cléophe Cimon                      | Bleu                 |
| Châteauguay         | Henry Starnes                      | Conservateur         |
| Chicoutimi-Saguenay | David Edward Price                 | Conservateur         |
| Compton             | John Henry Pope                    | Conservateur         |
| Deux-Montagnes      | Jean-Baptiste Daoust               | Réformiste           |
| Dorchester          | Hector-Louis Langevin              | Bleu                 |
| Drummond—Arthabaska | Christopher Dunkin                 | Conservateur         |
| Gaspé               | John Le Boutillier                 | Réformiste           |
| Hochelaga           | Joseph Laporte                     | Bleu                 |
| Huntingdon          | Robert Brown Somerville            | Indépendant          |
| Iberville           | Charles Laberge                    | Rouge                |
| Jacques-Cartier     | François-Zéphirin Tassé            | Bleu                 |
| Joliette            | Joseph-Hilarion Jobin              | Rouge                |
| Kamouraska          | Jean-Charles Chapais               | Réformiste           |
| Laprairie           | Thomas-Jean-Jacques Loranger       | Indépendant          |
| L'Assomption        | Louis Archambeault                 | Bleu                 |
| Laval               | Pierre Labelle                     | Bleu                 |
| Lévis               | François-Xavier Lemieux            | Libéral-conservateur |
| L'Islet             | Louis-Bonaventure Caron            | Rouge                |
|                     | Charles-François Fournier (1858)   | Réformiste           |
| Lotbinière          | John O'Farrell                     | Conservateur         |
|                     | Lewis Thomas Drummond (1858)       | Libéral              |
| Maskinongé          | Louis-Honoré Gauvreau              | Bleu                 |
|                     | George Caron (1858)                | Bleu                 |
| Mégantic            | Noël Hébert                        | Rouge                |
| Missisquoi          | Hannibal Hodges Whitney            | Conservateur         |
| Montcalm            | Joseph Dufresne                    | Bleu                 |
| Montmagny           | Joseph-Octave Beaubien             | Bleu                 |
| Montmorency         | Joseph-Édouard Cauchon             | Bleu                 |
| Montréal            | John Rose                          | Conservateur         |
| Montréal            | Antoine-Aimé Dorion                | Rouge                |
| Montréal            | Thomas D'Arcy McGee                | Rouge                |
| Nicolet             | Joseph Gaudet                      | Bleu                 |
| Napierville         | Jacques-Olivier Bureau             | Rouge                |
| Ottawa              | Denis-Émery Papineau               | Rouge                |
| Pontiac             | Edmund Heath                       | Conservateur         |
| Portneuf            | Joseph-Élie Thibaudeau             | Réformiste           |
| Comté de Québec     | Charles Panet                      | Bleu                 |
| Ville de Québec     | Charles Joseph Alleyn              | Conservateur         |
| Ville de Québec     | Georges-Honoré Simard              | Bleu                 |
| Ville de Québec     | Hippolyte Dubord                   | Bleu                 |
|                     | Pierre-Gabriel Huot (1860)         | Rouge                |
| Richelieu           | Jacques-Félix Sincennes            | Bleu                 |
| Richmond-Wolfe      | William Hoste Webb                 | Conservateur         |
| Rimouski            | Michel-Guillaume Baby              | Bleu                 |
| Rouville            | Thomas Edmund Campbell             | Conservative         |
| Saint-Hyacinthe     | Louis-Victor Sicotte               | Bleu                 |
| Saint-Jean          | François Bourassa                  | Rouge                |
| Saint-Maurice       | Louis-Léon Lesieur-Desaulniers     | Bleu                 |
| Shefford            | Lewis Thomas Drummond              | Libéral              |
|                     | Asa Belknap Foster (1858)          | Conservateur         |
| Sherbrooke          | Alexander Tilloch Galt             | Libéral-conservateur |
| Soulanges           | Dominique-Amable Coutlée           | Bleu                 |
| Stanstead           | Timothy Lee Terrill                | Modéré               |
| Témiscouata         | Benjamin Dionne                    | Réformiste           |
| Terrebonne          | Louis-Siméon Morin                 | Bleu                 |
| Trois-Rivières      | William McDonell Dawson            | Conservateur         |
| Vaudreuil           | Robert Unwin Harwood               | Conservateur         |
|                     | Jean-Baptiste Mongenais (1860)     | Bleu                 |
| Verchères           | George-Étienne Cartier             | Bleu                 |
| Yamaska             | Ignace Gill                        | Conservateur         |

### Canada-Ouest
| Comté                    | Député                        | Parti                |
| ------------------------ | ----------------------------- | -------------------- |
| East Brant               | David Christie                | Réformiste           |
|                          | Hugh Finlayson (1858)         |                      |
| West Brant               | Herbert Biggar                | Réformiste           |
| Brockville               | George Sherwood               | Conservateur         |
| Carleton                 | William F Powell              | Conservateur         |
| Cornwall                 | John Sandfield Macdonald      | Réformiste           |
| Dundas                   | James William Cook            | Réformiste           |
| East Durham              | Francis H. Burton             | Conservateur         |
| West Durham              | Henry Munro                   | Réformiste           |
| East Elgin               | Leonidas Burwell              | Réformiste           |
| West Elgin               | George Macbeth                | Conservateur         |
| Essex                    | John McLeod                   | Conservateur         |
| Frontenac                | Henry Smith (fils)            | Conservateur         |
| Glengarry                | Donald Alexander Macdonald    | Réformiste           |
| Grenville                | William Patrick               | Réformiste           |
| Grey                     | John Sheridan Hogan           | Libéral indépendant  |
| Haldimand                | Michael Harcourt              |                      |
| Halton                   | John White                    | Réformiste           |
| Hamilton                 | Isaac Buchanan                | Indépendant          |
| North Hastings           | George Benjamin               | Conservateur         |
| South Hastings           | Lewis Wallbridge              | Réformiste           |
| Huron                    | John Holmes                   | Réformiste           |
| Kent                     | Archibald McKellar            | Réformiste           |
| Kingston                 | John A. Macdonald             | Libéral-Conservateur |
| Lambton                  | Malcolm Cameron               | Grit                 |
|                          | Hope Fleming Mackenzie (1861) | Réformiste           |
| North Lanark             | Robert Bell                   | Réformiste           |
| South Lanark             | Andrew W. Playfair            |                      |
| North Leeds et Grenville | Basil R. Church               | Réformiste           |
|                          | Ogle Robert Gowan (1858)      | Conservateur         |
| South Leeds              | Benjamin Tett                 | Conservative         |
| Lennox et Addington      | David Roblin                  | Réformiste           |
| Lincoln                  | William Hamilton Merritt      | Réformiste           |
| London                   | John Carling                  | Libéral-conservateur |
| East Middlesex           | Marcus Talbot                 | Conservateur         |
| West Middlesex           | Angus Peter McDonald          |                      |
| Niagara (ville)          | John Simpson                  | Conservateur         |
| Norfolk                  | Walker Powell                 | Réformiste           |
| East Northumberland      | John R Clark                  | Réformiste           |
| West Northumberland      | Sidney Smith (en)             | Réformiste           |
| North Ontario            | Joseph Gould                  | Réformiste           |
| South Ontario            | Oliver Mowat                  | Réformiste           |
| Ottawa                   | Richard William Scott         | Libéral-conservateur |
| Oxford                   | George Brown                  | Réformiste           |
| South Oxford             | George Skeffington Connor     | Réformiste           |
| Peel                     | James Cox Aikins              | Clear Grit           |
| Perth                    | Thomas Mayne Daly             | Libéral-conservateur |
| Peterborough             | Thomas Short                  | Réformiste           |
| Prescott                 | Henry Wellesly McCann         | Conservateur         |
| Prince Edward            | W C Dorland                   | Conservateur         |
| Renfrew                  | John Lorn McDougall           | Réformiste           |
|                          | William Cayley (1858)         | Tory                 |
| Russell                  | John W Loux                   |                      |
| North Simcoe             | Angus Morrison                | Réformiste           |
| South Simcoe             | Thomas Roberts Ferguson       | Conservateur         |
| Stormont                 | William Mattice               | Réformiste           |
| Toronto                  | George Brown                  | Réformiste           |
| Toronto                  | John Beverley Robinson        | Conservateur         |
| Victoria                 | John Cameron                  | Conservateur         |
| North Waterloo           | Michael Hamilton Foley        | Réformiste           |
| South Waterloo           | William Scott                 | Conservateur         |
| Welland                  | Gilbert McMicken              | Réformiste           |
| North Wellington         | Charles Allan                 |                      |
|                          | James Ross (1859)             | Réformiste           |
| South Wellington         | David Stirton                 | Réformiste           |
| North Wentworth          | William Notman                | Réformiste           |
| South Wentworth          | Joseph Rymal                  | Réformiste           |
| East York                | Amos Wright                   | Réformiste           |
| North York               | Joseph Hartman                | Réformiste           |
|                          | Adam Wilson (1860)            | Réformiste           |
| West York                | William Pearce Howland        | Réformiste           |